# 卡岑塔勒
卡岑塔勒（法語：Katzenthal，法語發音：[katsəntal] ⓘ）是法国上莱茵省的一个市镇，属于科尔马-里博维莱区。

## 地理
卡岑塔勒（48°6'28"N, 7°16'56"E）面积3.5 平方千米，位于法国大東部大區上莱茵省，该省份为法国东部内陆省份，是阿尔萨斯的一部分，今与下莱茵省组成了阿尔萨斯欧洲集体，其北临下莱茵省，西接孚日省，西南接贝尔福地区省，东侧沿莱茵河与德国相望，南与瑞士接壤。
与卡岑塔勒接壤的市镇（或旧市镇、城区）包括：英格赛姆、阿默什维尔、蒂尔凯姆、涅代尔莫尔斯克维。

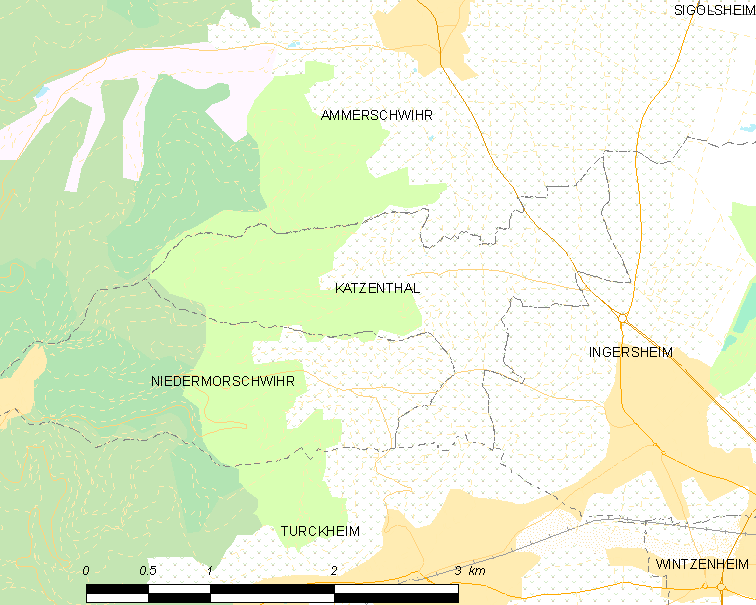
卡岑塔勒的OSM定位图

卡岑塔勒的时区为UTC+01:00、UTC+02:00（夏令时）。

## 行政
卡岑塔勒的邮政编码为68230，INSEE市镇编码为68161。

## 政治
卡岑塔勒所属的省级选区为圣玛丽欧米讷县。

## 人口

1962-2008年间卡岑塔勒人口变化图示

卡岑塔勒于2022年1月1日时的人口数量为517人。